# Reeks van Mercator
In de wiskunde is de reeks van Mercator of de Newton-Mercatorreeks de taylorreeks voor de natuurlijke logaritme van {\displaystyle 1+x}. Voor {\displaystyle -1<x\leq 1} is:
{\displaystyle \ln(1+x)=\sum _{n=1}^{\infty }{\frac {(-1)^{n+1}}{n}}x^{n}=x-{\tfrac {1}{2}}x^{2}+{\tfrac {1}{3}}x^{3}-{\tfrac {1}{4}}x^{4}+\ldots }
De reeks volgt eenvoudig uit de afgeleide van de natuurlijke logaritme: 
{\displaystyle {\frac {\mathrm {d} }{\mathrm {d} x}}\ln x={\frac {1}{x}}}

## Geschiedenis
De reeks werd onafhankelijk van elkaar ontdekt door zowel Nikolaus Mercator, Isaac Newton en Gregorius van St-Vincent. Hij werd voor het eerst gepubliceerd door Mercator in 1668 in het traktaat Logarithmo-technica.

## Alternatieve afleiding
Omdat 
{\displaystyle {\frac {\mathrm {d} }{\mathrm {d} t}}\ln(1+t)={\frac {1}{1+t}}=1-t+t^{2}-\ldots +(-t)^{n-1}+\ldots }
volgt voor de mercatorreeks 
{\displaystyle \ln(1+x)=\int _{0}^{x}{\frac {\mathrm {d} t}{1+t}}=\int _{0}^{x}\left(1-t+t^{2}-\ldots +(-t)^{n-1}+\ldots \right)\,\mathrm {d} t}